# 因幡民談記
『因幡民談記』（『稲葉民談記』、『稲場民談記』、いなばみんだんき）は、因幡国に関するものとしては最古とされる史書である。1688年（貞享5年・元禄1年）に完成し、8部10巻からなる。原本は焼失して現存しないが写本が複数伝えられている。

## 成立
作者の小泉友賢（元和8年（1622） - 元禄4年（1691））は鳥取藩の人物である。もともと岡山藩の池田光仲の家臣の家に生まれ、光仲が岡山から鳥取藩主へ国替えになったのに従って因幡国へ移った。まだ20歳の頃に京都で諸子百家や稗史など文学・史学を修め、江戸へ出て儒学者林羅山に師事し、さらに医術を学んだ。31歳から5年間鳥取藩で典医として仕えたあと、病を得て辞職した。その後は鳥取に暮らして在地の文化人と交わり、江戸時代初期の鳥取における文化を担った。
友賢は20年を費やして因幡国各地をめぐり、現地に伝わる史料や古書、伝記を収集した。これをまとめたものが『因幡民談記』である。
原型は1673年（寛文13年＝延宝1年）に概ね完成していたとされている。その後も修正や加筆が続けられ、1688年（貞享5年＝元禄1年）に完成版となった。これは鳥取藩の地誌書・歴史書としては最初のものだった。
その後、複数の写本が作られた。友賢の自筆による原本は1720年（享保5年）に起きた鳥取の大火によって焼失したとされている。

## 内容
原本は現存しないため直接確認することはできないが、『因幡民談記』を参考に編纂された『因幡志』の序文の記述や、著者である小泉友賢の墓誌の記述から、『因幡民談記』原本は全10巻だったと推定されている。
その内容は以下の8部構成だった。
- 因幡国郡郷山川図名所（絵図系譜）
- 国主之部
- 筆記之部
- 郡郷之部
- 詩文之部
- 諸歌誹諧之部（古書）
- 神社之部
- 仏閣之部

このうち文量が最も多いのが「国主之部」で、『因幡民談記』の中核部とみなされている。この部では因幡国の歴史を、古代の国司、中世の守護、戦国時代の動静と鳥取城主の変遷、鳥取藩主池田家の治世などを軸に詳述している。
また、名所・郡郷・神社・仏閣の部は因幡国の地誌が記されている。

### 評価
中心となる「国主之部」に関して、戦国時代の記述について、但馬国をはじめ因幡国や伯耆国など山陰地方一円の守護職を務めた山名氏の内紛に関する言及が不十分であるとする指摘がある。これは、因幡国に隣接する但馬国の村岡藩（6700石）を山名氏の後裔が治めていたので、これに遠慮したものと考えられている。
因幡国郡郷山川図名所（絵図系譜）と筆記・詩文・諸歌誹諧（古書）の部は、資料編としての位置づけである。筆記の部は、散逸してしまっている史料の内容を多く伝えており、貴重とされている。また、地誌に相当する部分のなかにも、因幡国の歴史を知る上で重要とされる「因幡国郡郷保庄記」が史料として掲載されており、これらが歴史書・歴史資料としての『因幡民談記』を価値の高いものとしている。
同書の研究は徳永職男鳥取大学元教授のものが有名であり、永らく鳥取県の中世史研究において重要な史料とされていたが、近年の研究によれば江戸初期という時代背景からも同書の史料批判は不十分であり、史料というよりも論考・資料として扱う方が良いとされている。

## 写本
写本は数多く現存しており、鳥取県立図書館、鳥取県立博物館や鳥取大学などに完本が所蔵されている。県立図書館所蔵のものは8部15巻となっている。刊行されたものとしては、『因幡民談記』（1914年、因伯叢書）や『稲場民談記』（1958年・1963年、因伯文庫）といったものがあり、因伯文庫版『稲場民談記』は校訂が優れているとされている。

## 影響
『因幡民談記』は鳥取藩の最初の歴史書として、その後の様々な地歴書の参考にされた。とりわけ『因幡志』（1795年成立）はもともと『因幡民談記』の増補版として企画されたもので、原題を「続稲場民談記」「増補民談記」としていた。
1829年（文政12年）に成立した『鳥府志』は、鳥取藩士岡嶋正義による著書である。岡嶋はこの作品の中で、先行する歴史書である『因幡民談記』や『因幡志』の内容を吟味し、記載されている諸事の真偽を分析・批評を行った。